# Spatholobus pulcher
Spatholobus pulcher är en ärtväxtart som beskrevs av Stephen Troyte Dunn. Spatholobus pulcher ingår i släktet Spatholobus och familjen ärtväxter. Inga underarter finns listade i Catalogue of Life.